# Vivien Endemann
Vivien Endemann (* 7. August 2001 in Lohne) ist eine deutsche Fußballspielerin, die seit 2023 als Stürmerin beim VfL Wolfsburg unter Vertrag steht.

## Karriere
Vivien Endemann begann ihre Karriere beim TV Dinklage und wechselte später in die Jugendabteilung von Werder Bremen, wo sie in der B-Juniorinnen-Bundesliga zum Einsatz kam. In der Saison 2017/18 absolvierte sie für Werders zweite Frauenmannschaft ihre ersten Einsätze in der drittklassigen Regionalliga Nord. Im Sommer 2018 wechselte Endemann zum Regionalligisten TV Jahn Delmenhorst und erzielte in der folgenden Saison 2018/19 in 21 Spielen 20 Tore. Dadurch wurde der Zweitligist SV Meppen auf sie aufmerksam und nahm Endemann unter Vertrag. In der Saison 2019/20 wurde Meppen Vierter. Da die besser platzierten zweiten Mannschaften des VfL Wolfsburg und der TSG 1899 Hoffenheim nicht aufsteigen durften, stieg der SV Meppen in die Bundesliga auf. Der Klassenerhalt in der Bundesligasaison 2020/21 wurde knapp verpasst und Vivien Endemann wechselte gemeinsam mit Maike Berentzen zur SGS Essen. Sie nahm dann 2024 mit der deutschen Frauenfußballnationalmannschaft an den Olympischen Sommerspielen in Paris teil, mit der sie die Bronzemedaille errang. Für diesen Erfolg wurden sie und alle anderen deutschen Medaillengewinner am 4. November 2024 vom Bundespräsidenten mit dem Silbernen Lorbeerblatt ausgezeichnet.
Im Juni 2021 legte Vivien Endemann am Gymnasium Marianum Meppen das Abitur ab.
Zur Saison 2023/24 wechselte sie zum VfL Wolfsburg.
Am 28. Februar 2024 bestritt sie ihr erstes Länderspiel in der deutschen Nationalmannschaft im Spiel gegen die Niederlande. Beim 4:1-Sieg im Nations League-Spiel gegen Österreich am 25. Februar 2025 erzielte sie ihren ersten Länderspieltreffer.

## Erfolge
- Olympische Bronzemedaille 2024
- Aufstieg in die Frauen-Bundesliga: 2020
- Gewinn des DFB-Pokals: 2024